# Anopheles stephensi
Anopheles stephensi is een muggensoort uit de familie van de steekmuggen (Culicidae). De wetenschappelijke naam van de soort is voor het eerst geldig gepubliceerd in 1901 door Liston.
Het is een malaria overbrengende soort die zorgde voor veel problemen in Aziatische landen, met name India.
Vanaf maart 2022 echter werd de soort ook in stedelijke gebiden van Ethiopië aangetroffen en nu is de mug al wijdverspreid over het Afrikaanse continent 